# Armenakavan
Armenakavan (in armeno Արմենակավան?), o Xaçındərbətli, è una piccola comunità rurale del distretto di Ağdam in Azerbaigian, fino al 2020 appartenente alla regione di Askeran nella repubblica di Artsakh (fino al 2017 denominata repubblica del Nagorno Karabakh).
Il villaggio, che conta meno di cento abitanti, si trova nella parte settentrionale della regione quasi al confine con quella di Martakert e prossimo al bacino idrico di Khachen.